# Argyresthia pygmaeella
Argyresthia pygmaeella — вид лускокрилих комах родини Argyresthiidae.

## Поширення
Вид поширений в Європі, Північній Азії та Північній Америці.

## Опис
Розмах крил 11-14 мм. Передні крила білі, із золотими або коричневими смугами. Задні крила сірі. Ніжки і вусики білі.

## Спосіб життя
Метелики літають з травня по серпень. Гусениці живляться на сережках і молодих пагонах верби козячої і верби попелястої. Зимує гусениця у коконі з листя.